# Santa Ana La Vieja
Santa Ana La Vieja ist eine Ortschaft im Departamento Tarija im südamerikanischen Andenstaat Bolivien.

## Lage im Nahraum
Santa Ana La Vieja ist zentraler Ort des Kanton Santa Ana im Municipio Tarija in der Provinz Cercado. Die Ortschaft liegt am linken, südlichen Ufer des Río Santa Ana, der zehn Kilometer flussabwärts in den Río Nuevo Guadalquivir mündet.

## Geographie
Santa Ana La Vieja liegt günstig zwischen den verschiedenen Klimazonen des Landes am Rande der Anden, so dass meist mildes und angenehmes Wetter herrscht (siehe Klimadiagramm Tarija). In der Regenzeit zwischen Dezember und Februar (Sommermonate) kommt es häufig zu wolkenbruchartigen Gewittern. Der Rest des Jahres ist ausgesprochen niederschlagsarm.
Durch die jahrhundertelange Rodung ist die Landschaft erodiert und die Region um Tarija von kahlen Bergketten umrahmt. Früher einmal war das Gebiet um Tarija die Getreidekammer Boliviens. Heute besteht der Reichtum der Region neben der Landwirtschaft im Erdgas.

## Verkehrsnetz
Santa Ana La Vieja liegt in einer Entfernung von zweiundzwanzig Straßenkilometern südöstlich von Tarija, der Hauptstadt des Departamentos.
Durch Tarija verläuft in Nord-Süd-Richtung die Nationalstraße Ruta 1, die vom Titicacasee an der Grenze zu Peru über El Alto, Oruro und Potosí nach Tarija führt und von dort weiter nach Bermejo an der Grenze zu Argentinien.
Acht Kilometer südöstlich des Stadtzentrums von Tarija zweigt die Nationalstraße Ruta 11 in östlicher Richtung von der Ruta 1 ab, und von hier aus sind es auf der Ruta 1 noch einmal sechs Kilometer in südlicher Richtung bis La Pintada und weitere vier Kilometer bis zum „Cruce Concepción“. Hier zweigt eine Landstraße in nordöstlicher Richtung ab und führt in das vier Kilometer entfernte Santa Ana La Vieja.

## Bevölkerung
Die Einwohnerzahl der Ortschaft ist im vergangenen Jahrzehnt deutlich angestiegen:
| Jahr | Einwohner         | Quelle       |
| ---- | ----------------- | ------------ |
| 1992 | keine Detaildaten | Volkszählung |
| 2001 | 238               | Volkszählung |
| 2012 | 477               | Volkszählung |
| 2024 |                   | Volkszählung |